# Michael Bradley
Michael Bradley (Princeton, 31. srpnja 1987.) američki je nogometaš koji trenutno nastupa za Toronto iz Kanade na poziciji veznog igrača. Također, od 2006. godine nastupa za američku nogometnu reprezentaciju, koju trenira njegov otac Bob Bradley. Na Svjetskom prvenstvu 2010., postigao je jedan pogodak protiv Slovenije.

## Vanjske poveznice
- Michael Bradley  Arhivirana inačica izvorne stranice od 28. lipnja 2010. (Wayback Machine), FIFA Profil
- MetroStars Profil  Arhivirana inačica izvorne stranice od 17. veljače 2009. (Wayback Machine)
- Yanks-Abroad Profil  Arhivirana inačica izvorne stranice od 10. kolovoza 2020. (Wayback Machine)